# リル・ジョン
リル・ジョン（Lil Jon、Jonathan Mortimer Smith、1971年1月27日 - ）はアメリカ合衆国ジョージア州出身のプロデューサー、ラッパーである。
マイアミベースを中心として、2000年代アメリカ南部のヒップホップの主流となったいわゆるクランク・ミュージックのパイオニア。「Yeah」,「What's」,「Let's Go」,「OK」など勢いのある掛声とロックミュージックをサンプリングするスタイルでブレイク。

## 来歴
1993年から2000年までso so def recordingsに在籍。2004年にデビューしたシアラの「goodies」や、アッシャーの「Yeah」のプロデュースを行っている。自身はLil' Jon & The East Side Boyz名義で活動。

## ディスコグラフィ
リル・ジョン ディスコグラフィ（英語）